# Fiewralsk
Fiewralsk – osiedle typu miejskiego w Rosji, w obwodzie amurskim. W 2010 roku liczyło 5128 mieszkańców.
Znajduje się tu dyrekcja Rezerwatu przyrody „Norskij”.